# ガンマ値

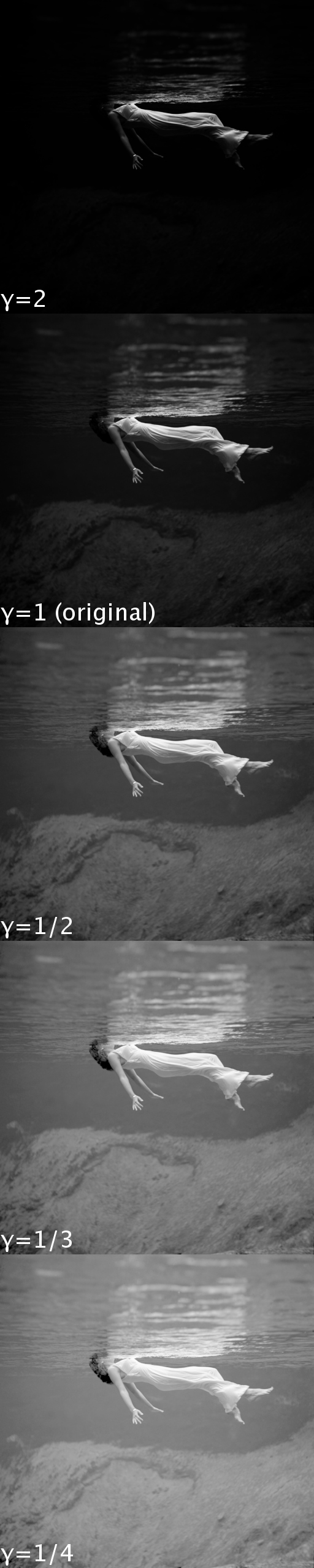
画像に対するガンマ補正の効果。元の画像(γ=1)よりもガンマ値が上回る補正をかけると影の部分がより暗くなり(γ=2)、ガンマ値が下回る補正をかけると暗い所や影の部分が明るくなる(γ=1/2以下)。

ガンマ値（ガンマち）とは、画像の階調の応答特性を示す数値。また、入出力機器のガンマ値に応じた最適のカーブに画像の階調を補正することをガンマ補正（ガンマほせい）という。

## 概要

### 映像機器のガンマ
ディスプレイ等の画像を出力する機器において、入力値（電圧やデジタルデータの数値など）と出力値（画像の明るさ）の関係は一次関数で示される関係ではなく、0を最小の明るさ、1を最大の明るさとした場合の{\displaystyle V_{out}=V_{in}^{\gamma }}で示されるカーブに近似した関係であることが多い。この時の冪乗の指数γをガンマ値と呼ぶ。
画像データの入出力機器はそれぞれ固有のガンマ値を持っている。一般的なCRTディスプレイのガンマ値は2.2に近い値である。液晶ディスプレイは、表示の原理がCRTディスプレイとは異なるが、ガンマ値がCRTディスプレイに近似した値になるよう調整されている。CRTディスプレイが持つ冪関数的な濃度階調は、CRTに使われる三極管の性質によるものでもあったが、人間の視覚にとっては階調を均等に感じさせる効果があった（ヴェーバー‐フェヒナーの法則）。
Macintoshの場合、Mac OS X v10.5まではシステムのガンマ値を1.8としていたが、Mac OS X v10.6で2.2に変更された。

### 写真感光材料のガンマ
写真感光材料の特性を示す文脈では、ガンマ値は特性曲線（ハーター-ドリフィールド曲線）の安定した直線部分における濃度（対数）／露光量（対数）の増分比を表す。すなわち硬調さ、写真でのコントラストの強さを表す（注）。
{\displaystyle \gamma ={\frac {\Delta \log _{10}{\textit {Density}}}{\Delta \log _{10}{\textit {Exposure}}}}}
対数スケールであるため特性曲線は直線を示すが、これは映像機器のガンマと実質的にほぼ同義である。

## ガンマ補正

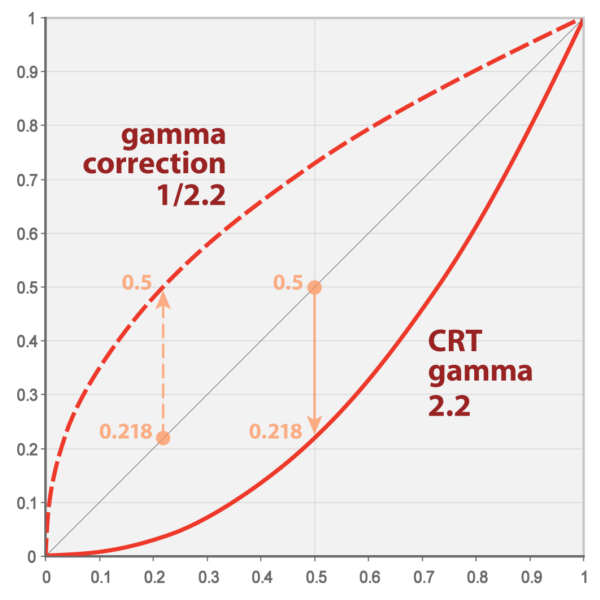
ガンマ補正の例。CRTのガンマ（実線）に合わせてガンマ補正（破線）を行うと、入力と出力が直線の関係になる。

入力値と出力値が直線の関係を示す場合、ガンマ値は1 (γ=1) となるが、γ<1の場合は階調が明るい出力に、γ>1の場合は階調が暗い出力になる。例えば、ガンマ値2.2のディスプレイで適正に表示される画像をガンマ値1.8のディスプレイに表示した場合、実際のガンマ値はγ=1.8/2.2≒0.82となり、意図したものよりも明るい画像となる。画像の入力から最終出力までの全体のガンマが1になるよう、適当なガンマ値のカーブに従って画像の階調を補正することをガンマ補正という。
多くの画像編集ソフトウェアにはガンマ補正機能が搭載されている。NTSC方式カラーテレビジョン放送においては、受信側（テレビ）のガンマ値を2.2と想定し、最終的な出力がγ=1の階調になるよう予め送信側でγ=1/2.2（約0.45）のガンマ補正をかけている。
カラーマネージメントシステムで用いられるICCプロファイルには、当該の入出力機器のガンマ値のデータも定義され、対応機器や対応ソフトウェアではこの定義に従ってガンマ補正が行われる。